# Ascofinetia
× Ascofinetia, (abreviado Ascf) en el comercio, i es un híbrido intergenérico entre los géneros de orquídeas Ascocentrum y Neofinetia (Asctm x Neof).